# 赫里斯托斯·萨采塔基斯
赫里斯托斯·萨采塔基斯（羅馬化：Khrístos Sartzetákis；1929年4月6日—2022年2月3日）是希臘法學家，最高上訴法院法官，於1985年至1990年擔任希臘總統。

## 生平
萨采塔基斯生于塞萨洛尼基郊区尼亚波利，1946年进入塞萨洛尼基大学法律系。1985年3月9日，当选为希腊总统。3月30日正式就任。